# Силбо
Силбо гомеро (от испански: el silbo – свирене) – език с подсвиркване от остров Гомера (Канарските острови). Силбо е формата на език с подсвиркване на един от диалектите в испанския език. Жителите общуват чрез него през дълбоките проломи и тесни долини, които прорязват целия остров. Практикуващия Силбо гомеро се нарича silbador (whistler). През 2009 г. езикът е вписан в списъка на шедьоврите на устното и нематериалното културно наследство на ЮНЕСКО. Принадлежи към групата на романските езици.

## библиография
- Босов Г. Силбо Омир и др. – М.: „Детска литература“, 1976 г.